# Naldo Kwasie
Naldo Braidner Kwasie (ur. 20 kwietnia 1986) – surinamski piłkarz występujący na pozycji obrońcy.

## Kariera klubowa
Kwasie rozpoczynał swoją karierę piłkarską w zespole SV Transvaal z siedzibą w stołecznym mieście Paramaribo. Po dwóch latach spędzonych w pierwszej drużynie przeszedł do czołowego klubu w Surinamie, Interu Moengotapoe.

## Kariera reprezentacyjna
W seniorskiej reprezentacji Surinamu Kwasie zadebiutował 14 października 2010 w wygranym 2:1 spotkaniu z Curaçao w ramach Pucharu Karaibów. W tych samych rozgrywkach zdobył także premierowego gola w kadrze narodowej – 14 listopada w wygranej 5:0 konfrontacji z Dominiką. Wziął udział w eliminacjach do Mistrzostw Świata 2014, podczas których wpisał się na listę strzelców w przegranym 1:3 meczu z Dominikaną, a jego drużyna nie zdołała się zakwalifikować na mundial.